# دهستان اردلان
دهستان اردلان یکی از دهستان‌های شهرستان سرآب در استان آذربایجان شرقی ایران است. بر اساس سرشماری سال ۱۳۸۵، جمعیت این دهستان ۶٬۳۷۱ نفر (۱٬۴۵۹ خانوار) بوده‌است. دهستان اردلان در بخش مهربان جای دارد.
مرکز این دهستان، روستای اسنق است و دیگر روستاهای مسکونی آن از این قرارند:
- قیصرق
- شاه‌باغی
- اردلان
- ارزنق
- کیوج
- زنجیل‌آباد
- رجل‌آباد
- اجیرآباد
- دیزج‌شور

## منبع
«نتایج سرشماری ایران در سال ۱۳۸۵». درگاه ملی آمار. بایگانی‌شده از روی نسخه اصلی در ۲۱ آبان ۱۳۹۲.
الگو:شهرستان سرآب